# Jordan Prentice
Jordan Prentice is een Canadese acteur met dwerggroei. Hij is bij het publiek bekend als Rock uit de American Pie-filmreeks en Jimmy in In Bruges. Verder was hij ook te zien in de muziekclips Shalala Lala (Vengaboys) en The Bad Touch (The Bloodhound Gang). Hij vertolkte ook Howard the Duck.
- Gemeinsame Normdatei: 1062338642
- International Standard Name Identifier: 0000 0000 4719 7593
- Library of Congress Control Number: no2008091451
- MusicBrainz: a5d59920-d0f0-42cb-8093-d140f8ca7faa
- Nationale Bibliotheek van Tsjechië: pna2018998290
- Nationale Bibliotheek van Israël: 987007424166005171
- Virtual International Authority File: 63821902
- WorldCat: E39PBJfh8G8DkqpHMdGtb7mTpP